# Н’эвергрин, Томас
Томас Нэвергрин (англ. Tomas Nevergreen, настоящее имя Томас Кристиансен, дат. Tomas Christiansen; род. 12 ноября 1969 года) — датский и российский певец. В 2010 году представлял Данию на конкурсе песни «Евровидение» в Осло в дуэте с певицей Кристиной Шани с песней «In a moment like this».

## Биография

### Карьера
В 2003 году Томас Н’эвергрин издал в Дании сингл «Since You’ve Been Gone». Эта песня стала чрезвычайно популярной в России, СНГ и других странах Восточной Европы. Об этом сообщил Томасу его брат, который случайно наткнулся в интернете на то, что «Since You’ve Been Gone» занимает 14-е место в хит-параде «MTV Russia». С тех пор Томас переехал в Москву, где живёт по сей день. В 2009 году Томас выступил на музыкальной премии «Звуковая дорожка».
В 2019 году Томас Н’эвергрин в качестве хэдлайнера принял участие в Международном музыкальном фестивале «Лайма Рандеву Юрмала», проходившем в концертном зале «Дзинтари». Кроме Томаса хэдлайнерами фестиваля в разные годы были Крис Норман, Монс Зелмерлев и Уку Сувисте.

### Личная жизнь
Был женат на певице Полине Гриффис (экс-солистке группы «А’Студио»), с которой снял клип «Since You’ve Been Gone», брак продлился недолго.
В настоящее время женат на российской актрисе Валерии Жидковой, свадьбу с которой сыграл 24 сентября 2015.
30 марта 2016 года у Томаса родилась дочь — Иванка.

## Дискография

### Альбомы
Since You’ve Been Gone
(CD Baby) Дата релиза: 2 Октября 2003
- 1. Since You’ve Been Gone
- 2. Don’t Give Up
- 3. You’re All I Ever Wanted
- 4. Living On a Desert Island
- 5. Never Forget
- 6. I Play for You
- 7. I Have Been Searching
- 8. Every Time (I See Your Smile)
- 9. If Only I Could Reach You
- 10. You Never Gave Me Your Love
- 11. I’ll Never Let You Go
- 12. You’re All I Ever Wanted (Album Version)

In a Moment Like This
(My Way Music) Дата релиза: 21 Мая 2010, с Кристиной Шани
- 1. In a Moment Like This
- 2. See You Same Time Tomorrow
- 3. Everytime I Look Into Your Eyes
- 4. Head Over Heels
- 5. All You’ll Ever Need
- 6. Here Comes the Rain
- 7. You’re Not in Love
- 8. One More Try
- 9. Give Me Back My Heart
- 10. How Can I Make You Love Me
- 11. Pick Up the Phone
- 12. Life Goes On
- 13. Sleepless
- 14. Making Miracles

### Синглы
| Year          | Title                                         | Album                  |
| ------------- | --------------------------------------------- | ---------------------- |
| 2001          | «Every Time (I See Your Smile)»               | Since You’ve Been Gone |
| 2003          | «Since You’ve Been Gone»                      | Since You’ve Been Gone |
| 2010          | «In a Moment Like This» (с Кристиной Шани)    | In a Moment Like This  |
| Other Singles |                                               |                        |
| 2004          | «Just Another Love Song» (с Полиной Гриффис)  | —                      |
| 2005          | «She Believes in Gold»                        | —                      |
| 2011          | «Тайна без тайн» (с Кристиной Орбакайте)      | —                      |
| 2012          | «Ай-ай-ай» (с Леонидом Агутиным)              | —                      |
| 2014          | «Falling for you» The only thing (c A-Studio) | —                      |

### Саундтреки
- Humørkort-stativ-sælgerens søn (Edel-Mega EMR 014159-2, 2002)
- All inclusive, или Всё включено! (Парадиз, 2011)
- Всё включено 2 (Парадиз, 2013)
- Любовь-морковь 2 (Реал-Дакота, 2008)